# سیارک ۲۶۴۸
سیارک ۲۶۴۸ (به انگلیسی: 2648 Owa، نامگذاری:1980VJ) دو هزار و ششصد و چهل و هشتمین سیارک کشف شده‌است که در ۸ نوامبر ۱۹۸۰ کشف شد.
قدر مطلق سیارک برابر ۱۲٫۹۰ است.